# Antipasti
Les antipasti ou antipasto (au singulier) (« apéritif », ou « avant le plat principal », en italien) sont une assiette composée traditionnelle de la cuisine italienne. Ils sont servis en collation, apéritif, entrée ou hors-d'œuvre de repas, ou au dîner, généralement composés d'une plus ou moins riche variété de divers produits culinaires régionaux d'Italie (légumes, charcuterie, fromages, poissons, crustacés, olives, huile d'olive), ordinairement accompagnés de vin italien,.

## Étymologie
Le nom antipasto est formé du préfixe latin ante, « avant, précédent », et du mot, pasto, « repas » en italien, pastus en latin, du verbe latin pascere, « nourrir, alimentation ». Le sens est donc à rapprocher du français hors-d'œuvre.

Quelques variantes régionales, de composition, et de présentation
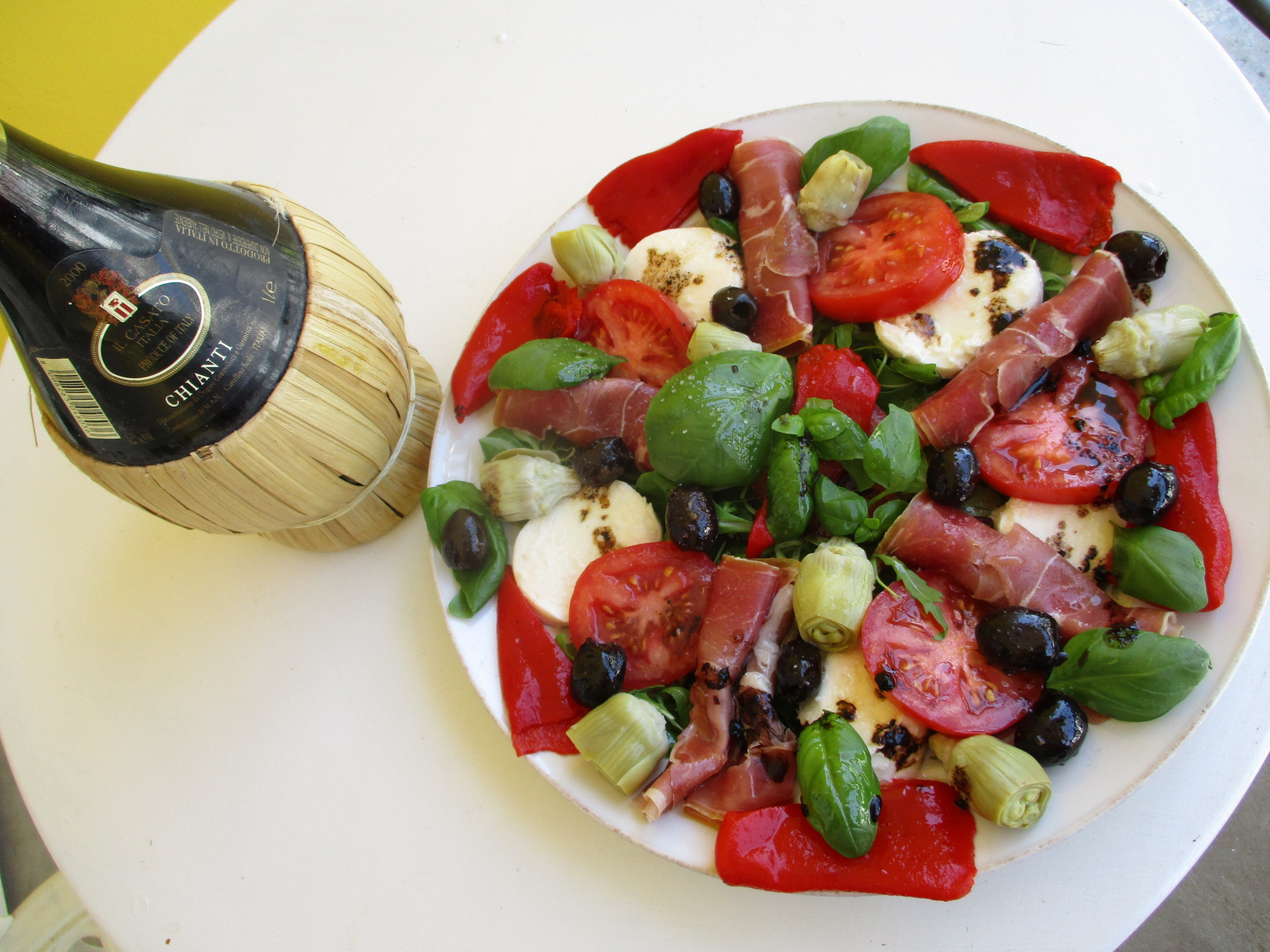
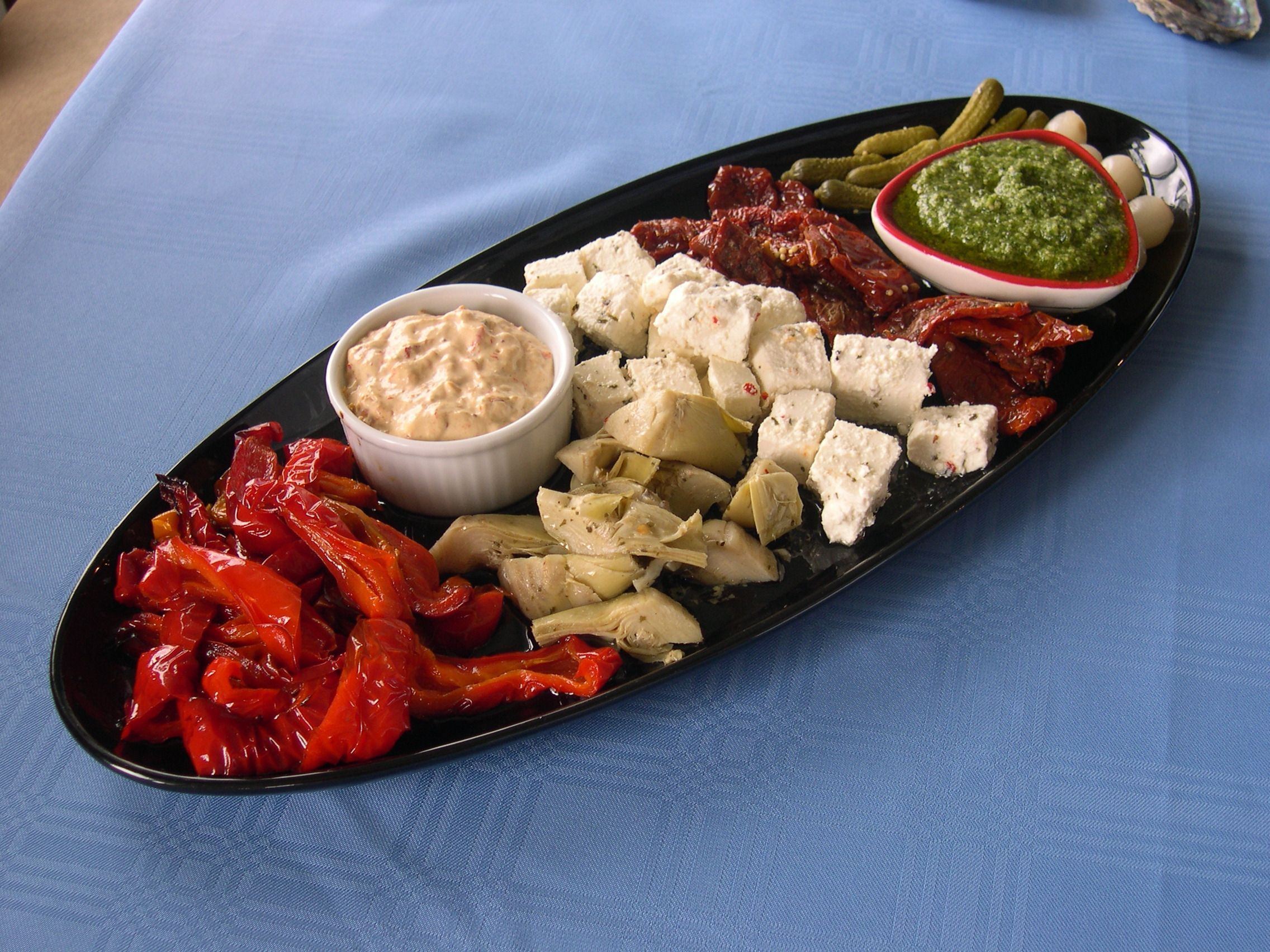
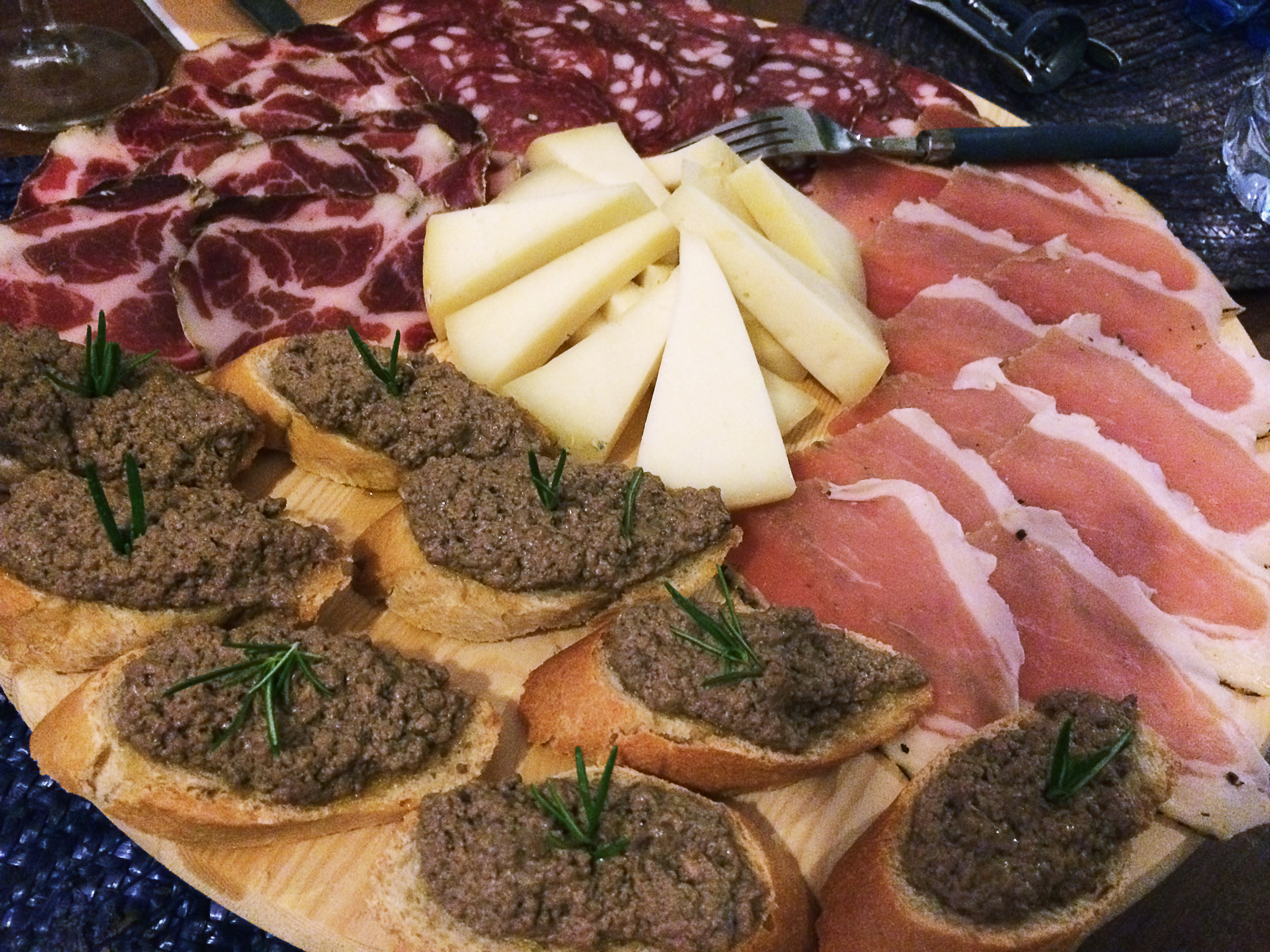

## Description
Véritable institution de la cuisine italienne, variante des tapas de la cuisine espagnole, leur préparation et présentation relèvent souvent d'un certain art culinaire, pour mieux attirer et allécher les clients des restaurants (à ce titre souvent présentés en devanture ou en vitrine, et parfois offerts par certains restaurants italiens). Ils sont également présents sur les marchés italiens, et souvent servis lors de fêtes ou de mariages.

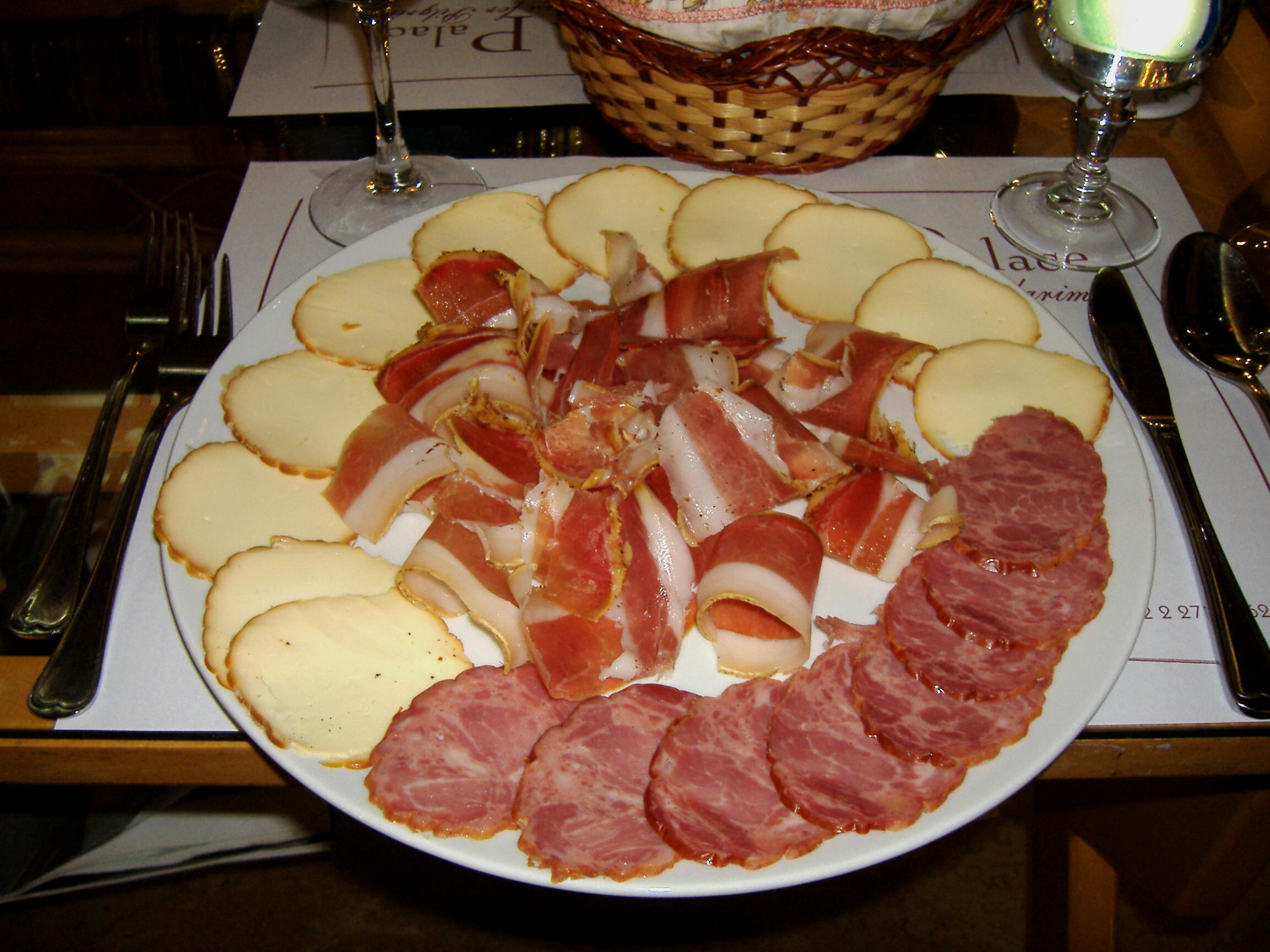
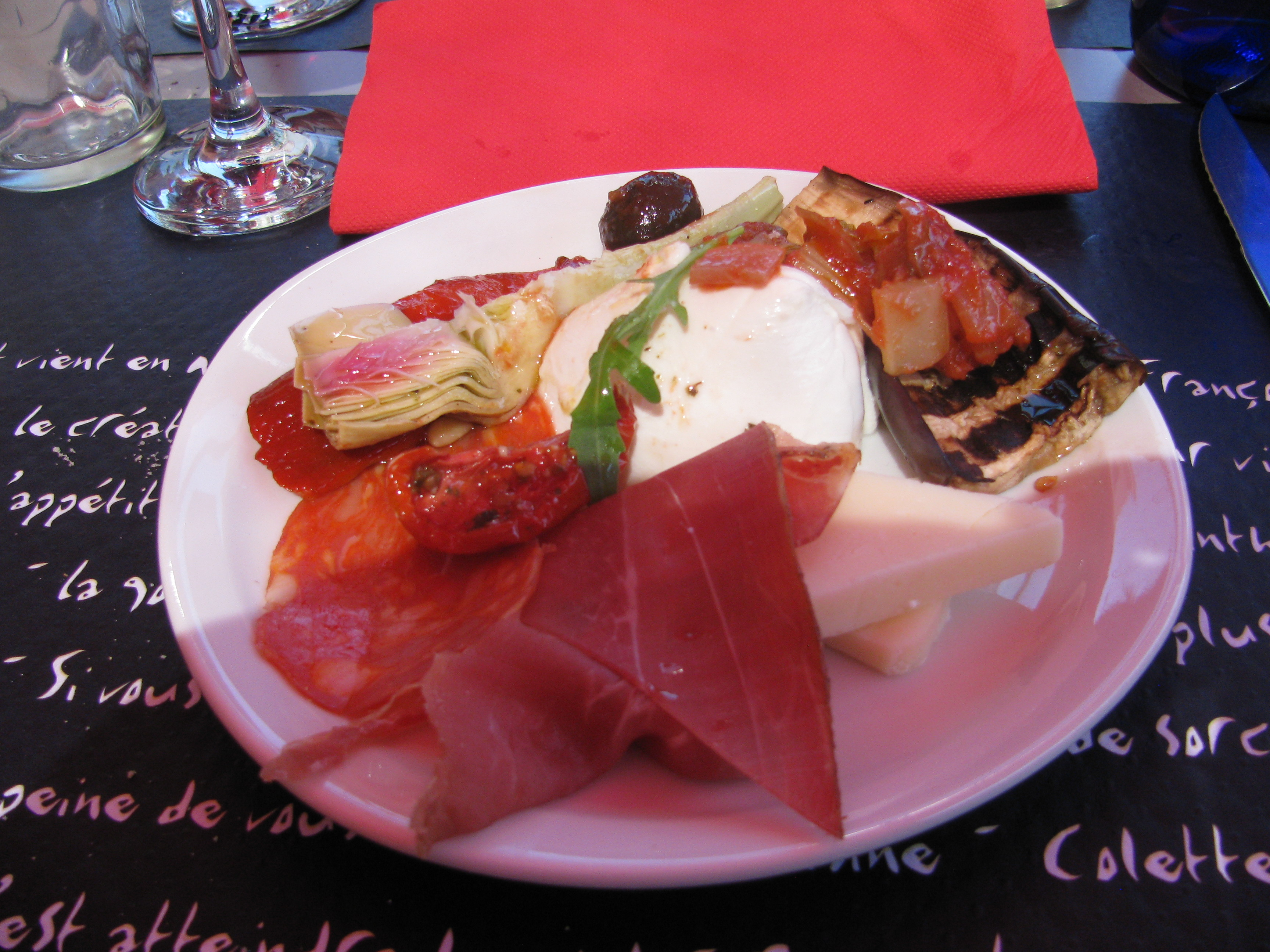
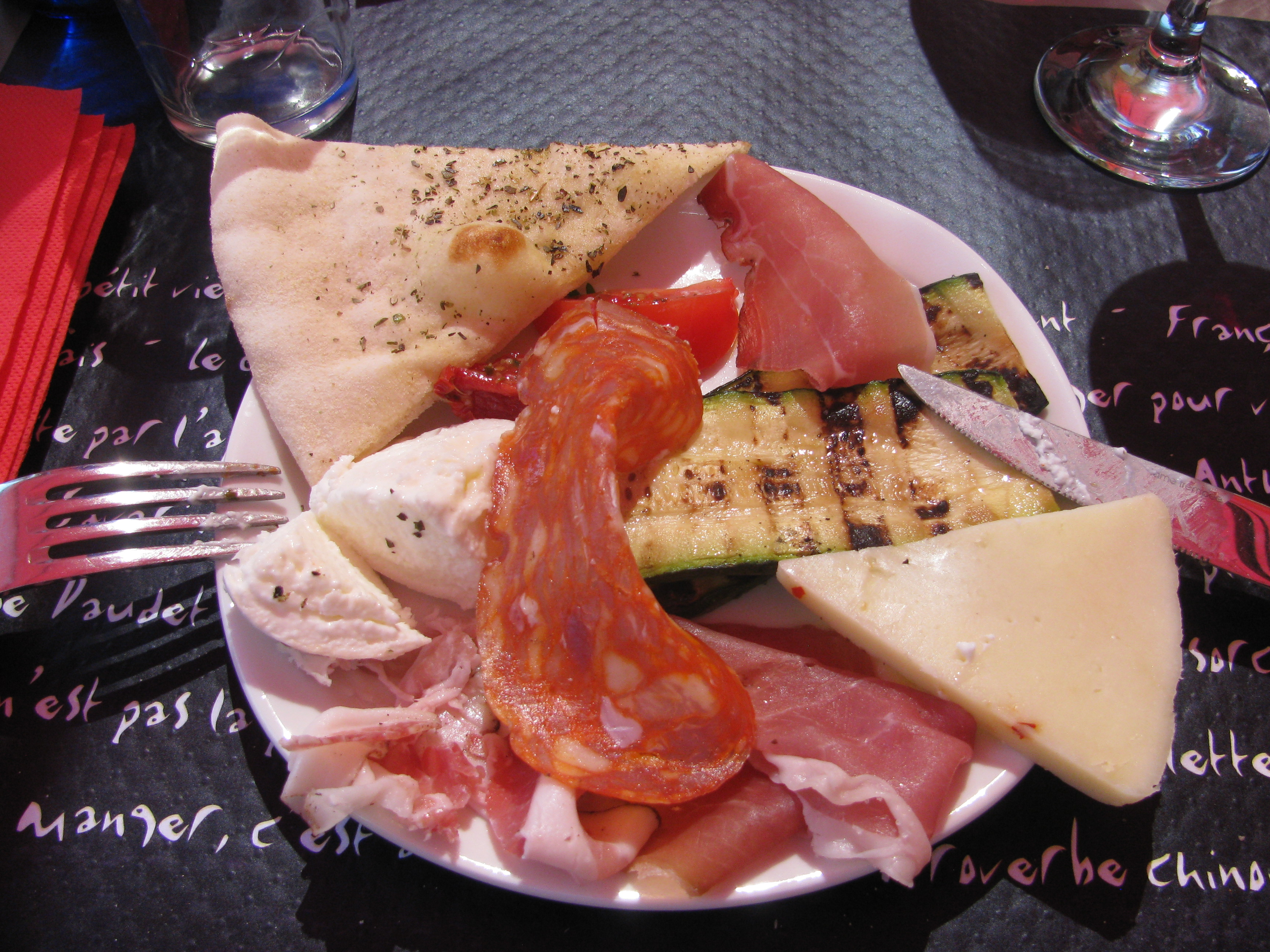
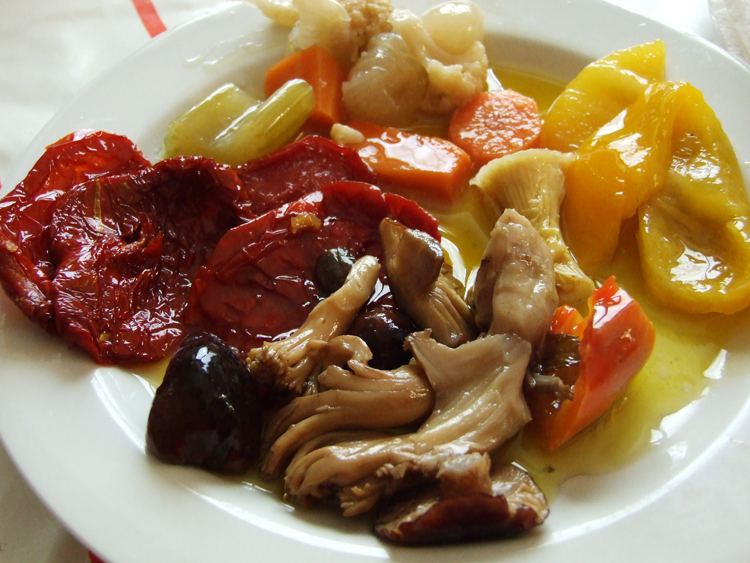

## Composition
Ils se composent généralement d'un mélange varié d'ingrédients ayant des goûts culinaires[Quoi ?] différents, présentés ensemble ou séparément, à base de :
- pain de campagne en tranche, pain grillé à l'huile d'olive, covaccino (pain toscan), crostini neri toscani ;
- légumes généralement crus, ou séchés, grillés, confits, marinés à l'huile d'olive : poivron grillé, tomate séchée, aubergine, artichaut, asperge, champignon ;
- charcuterie de salaison : filet de bœuf cru, jambon de Parme ou d'Aoste, coppa, salami, bresaola, saucisson ;
- poissons et fruits de mer : anchois, sardine marinée, morue, thon, espadon, moule, crevette, palourde, gambas, poulpe ;
- fromages : mozzarella, copeaux de parmesan, provolone, pecorino, fromage de chèvre ;
- fruits : melon, figue, amande, olive ;
- herbes et aromates : vinaigrette, huile d'olive, vinaigre balsamique, origan, sarriette, basilic, ail, oignon, cornichon, câpre, pesto, feuille de salade.

## Variantes
- Amuse-gueule
- Apéritif
- Bruschetta
- Canapé
- Mezzé
- Mise en bouche
- Salade composée
- Tapas
- Tartine
- Zakouski